# Castelo de San Vicente de la Barquera
O Castelo de San Vicente de la Barquera, também conhecido como Castelo del Rey, localiza-se no município de San Vicente de la Barquera, na província e comunidade autónoma de Cantábria, na Espanha.

## História
Acredita-se que a primitiva estrutura defensiva neste local remonte a um castelo erguido no contexto da Reconquista cristã da península, quando da ação de repovoamento da região promovida por Afonso I das Astúrias ainda na Alta Idade Média.
A actual estrutura é fruto de alterações posteriores, a partir do século XIII. Junto com a cerca da vila, constituía o seu sistema defensivo.
O castelo sofreu intervenção de restauro na década de 1990, quando foi requalificado. Actualmente abriga um museu e um espaço para exposições.
Encontra-se classificado, na categoria de Monumento, como Bem de Interesse Cultural da Cantábria. Um Acordo de 28 de Outubro de 2002 (publicado no Boletim Oficial da Cantábria de 7 de Novembro, e republicado com correcção de erros no dia 13) tornou pública essa declaração, em virtude do estabelecido na 2ª. Disposição Adicional à Lei 16/1985, de 25 de Junho, do Património Histórico Espanhol, que considera de Interesse Cultural os bens a que se refere o Decreto de 22 de Abril de 1949 que dispõe sobre a protecção dos Castelos de Espanha.

## Características
O castelo, em posição dominante no alto de uma elevação rochosa, fecha a antiga cerca da vila. Apresenta planta orgânica (adaptada ao terreno), com mais de cinquenta metros em sua parte mais extensa e cerca de vinte metros na parte mais larga, em alvenaria de pedra com silharia nos vértices e nos vãos. Possui duas torres, uma de planta quadrangular a Leste, e outra, pentagonal, a Oeste. São unidas por um corpo central, que originalmente era recoberto por abóbada, hoje desaparecida.